# 衢州站
衢州站位于中华人民共和国浙江省衢州市柯城区花园街道箬篷村，为上海局集团金华车务段管辖的二等车站，经过铁路有沪昆铁路、沪昆客运专线、衢九铁路、衢宁铁路。该站办理列车通过、停靠，办理客运货运业务。

## 历史
衢州站最初由1932年杭江铁路的建设而设立，命名为衢县站。车站仅配有50平米的站房和2条站台，每日有一对客货运混合列车停靠。1934年建成通往四喜亭码头的专用线，长761米。1949年5月，车站设有4条股道和6间总面积210平方米的平房:357。
车站随着铁路的发展曾先后扩建多次。1979年，车站开始办理集装箱货运业务。至1989年，车站设有1条正线、5条到发线、4条货物线和9条其他线，站场设2座覆盖雨棚的旅客站台和4座货物站台:357。
作为浙赣铁路复线化工程的一部分，衢州站于1990年代重建站房并新建下张货场。下张货场于1994年开工，1996年7月投入运营。货场面积13.33公顷，设有4条货物线。1998年4月新站房正式开工，1999年11月竣工，2000年1月正式投入运营。改造期间车站使用老汽车站作为临时候车室。新站房长144米、宽24米，面积3661平方米，设有高22米钟楼一座。站房室内共有三层，设有2个普通候车室和1个贵宾候车室，可容纳旅客2000人:153。
2003年7月，衢州站四喜亭货场因衢江大桥建设而停用，下张货场新建一条货物线:153。

### 外迁

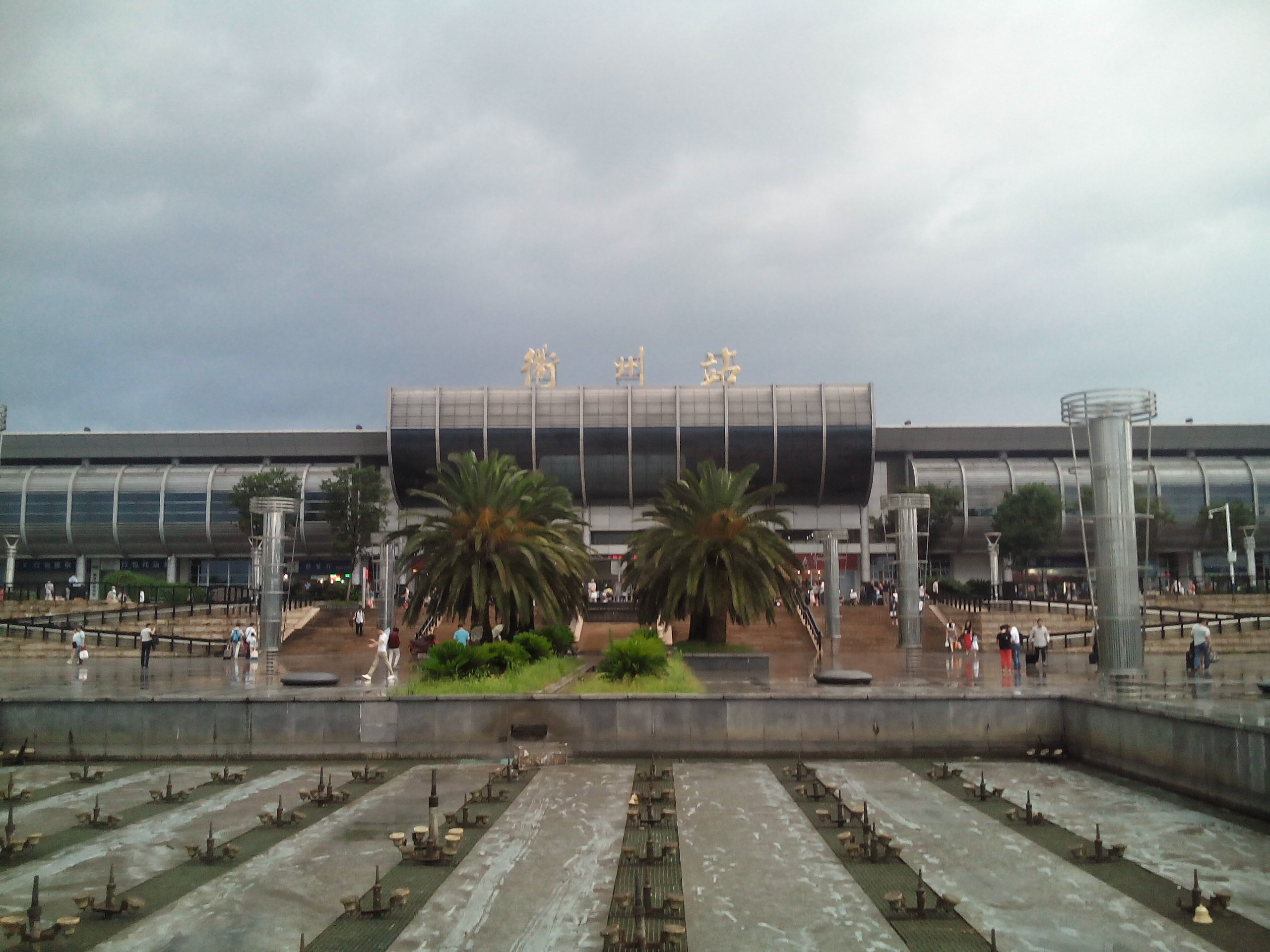
2007年建成的衢州站站房

2004年，衢州市政府希望借浙赣铁路电气化改造时机，将车站向南面迁出，该要求很快得到了铁道部的批准。外迁后新建的衢州站正面建筑均大面积采用玻璃幕墙，基调为篮绿色。站房为不规则四边形，建筑面积7200平方米，旅客流程为高进低出，候车室为二层，到二楼候车室旅客由大厅乘自动扶梯进入，上车由天桥到中间站台。底层为进入基本站台上车旅客使用。站房西侧为售票厅，东侧为行包房。
2006年5月29日，衢州新站建成通车，首班停靠的列车为上饶至上海的5086次列车。2007年9月29日，由光宇集团、常山县政府和上海铁路局投资建设的衢常铁路通车。

### 改造
2013年至2014年，为配合沪昆高铁衢州站（现衢州高速场）的建设，衢州站进行了一场改造。衢州火车站建设了新的天桥取代原来的天桥。旧天桥长65米，宽5米，跨一、二站台。而新建的天桥则长达155米，宽15米，将跨越一、二、三、四、五站台，成为今后衢州火车站乘客通行的主要通道。旧天桥将在新天桥架建成功后拆除。同时，车站将部分的货运业务转移到衢州东站办理。
2016年，为迎接九景衢铁路接入，衢州站进行了新一轮的改造。为此从2016年4月11日开始至2017年1月11日，衢州站停靠的普速列车停办客运业务。同时因改造时将拆除旧站房，衢州站搭建了面积为2500平方米的临时站房，临时站房于2月26日启用，可满足3000人同时候车，基本满足衢州火车站日常需求。2017年1月6日，衢州站新站房投入运营，首班办理的列车为本站始发至上海虹桥的G7382次列车；13日起全面恢复普速列车的客运业务。2017年12月28日，由原衢常铁路改建的复线电气化铁路衢九线开通。
2018年开始，作为衢宁铁路工程的一部分，衢州-衢州东区间新建设衢宁正线1条、上行疏解线1条，原连接车站和衢州机场、中央储备粮衢州直属库及下张货场的专用线改由衢州东站接轨。新建专用线于2020年5月19日投用，而衢宁铁路则于当年9月27日通车。
衢州站高速场站台在投用后受天气影响出现站台起拱问题。中铁电气化局集团上海电化公司于2017年底至2018年年初对其进行整治施工。2023年车站站台再次出现拱胀现象，为此铁路部门于2023年3月至6月对高速场站台进行改造施工。施工期间，车站于3月6日至4月20日停办部分下行方向高铁列车、4月21日至6月28日停办部分上行方向高铁列车的客运业务。

## 车站结构

### 站房
衢州站新站房占地面积9850平方米，位于旧站房北侧；包括改造旧站房面积4190平方米，最多可容纳3500人，总投资9400余万元。车站售票处为于站房西侧，设有7个人工窗口（包含1残疾人窗口），8个自动售票机，2个自动取票机，办理售票、签证、退票、预定车票等业务。候车室位于站房一层，划分为东侧的高铁候车区和西侧的普速候车区。西侧普速闸机共有7个，东侧高铁闸机共有6个。通过闸机后，经扶梯或楼梯到达二楼穿过天桥后至指定站台上车。车站在开车前15分钟开始检票，开车前7分钟停止检票。
- 售票处
- 车站候车室
- 1号（高铁）检票口
- 2号（普速）检票口

### 站场
衢州站站场规模6台18线，分为普速场和高速场。普速场位于站场北侧，有沪昆铁路、衢九铁路和衢宁铁路经过，设有3台11线，包括9条到发线、1个侧式月台和2个岛式月台。高速场位于站场南侧，有沪昆客运专线经过，设有3台7线，包括2条通过线、5条到发线、2个岛式月台和1个侧式月台。
衢州站原设有两个货场。业务货场位于农贸城东侧的农市路122号，现车站的东北侧、老衢州火车站东侧，办理整车、集装箱发到业务，并设有专用线通往中央储备粮衢州直属库、顺昌粮食以及空军衢州机场的专用线。作为衢宁铁路工程的一部分，衢州机场专用线（粮食专用线）改由衢州东站接轨，于2020年5月19日启用。
巨化货场位于目前车站的西南侧，通过专用线连接，由巨化集团运输分公司营运并为该集团服务。巨化货场主要到发煤、化工、粮食、化肥、非矿等类型的货品。
| 站房 一层 | 办公区   | 售票处                                |
| 站房 一层 | 办公区   | 行包房                                |
| 站房 一层 | 进站大厅 | 实名制验证、安检                      |
| 站房 一层 | 进站大厅 | 商店、餐厅                            |
| 站房 一层 | 进站大厅 | 普速候车区、高铁候车区                |
| 站房 二层 | 进站通道 | 商店、接待室                          |
| 站房 二层 | 进站天桥 |                                       |
| 站台      | 侧式站台 | 侧式站台                              |
| 站台      | 1站台    | 沪昆铁路 往上海方向（衢州东站）       |
| 站台      | 2站台    | 沪昆铁路 往上海方向（衢州东站）       |
| 站台      | 岛式站台 |                                       |
| 站台      | 3站台    | 沪昆铁路 往上海方向（衢州东站）       |
| 站台      | 到发线   | 沪昆铁路 往上海方向（衢州东站）       |
| 站台      | 通过线   | 沪昆铁路上行列车通过线                |
| 站台      | 通过线   | 沪昆铁路下行列车通过线                |
| 站台      | 4站台    | 沪昆铁路 往昆明方向（后溪街站）       |
| 站台      | 岛式站台 |                                       |
| 站台      | 5站台    | 沪昆铁路 往昆明方向（后溪街站）       |
| 站台      | 调车线   | 沪昆铁路 货车                         |
| 站台      | 调车线   | 沪昆铁路 货车                         |
| 站台      | 调车线   | 沪昆铁路 货车                         |
| 站台      | 6站台    | 沪昆高速铁路 往上海虹桥方向（龙游站） |
| 站台      | 岛式站台 |                                       |
| 站台      | 7站台    | 沪昆高速铁路 往上海虹桥方向（龙游站） |
| 站台      | 通过线   | 沪昆高速铁路上行列车通过线            |
| 站台      | 通过线   | 沪昆高速铁路下行列车通过线            |
| 站台      | 8站台    | 沪昆高速铁路 往昆明南方向（江山站）   |
| 站台      | 岛式站台 |                                       |
| 站台      | 9站台    | 沪昆高速铁路 往昆明南方向（江山站）   |
| 站台      | 10站台   | 沪昆高速铁路 往昆明南方向（江山站）   |
| 站台      | 侧式站台 |                                       |

## 接驳交通
2019年8月，衢州综合客运枢纽投入使用。衢州综合客运枢纽位于衢州站广场西侧，集公路长途客运、城市公交、农村公交、出租车和社会车辆等多种运输方式于一体的综合换乘系统，为铁路衢州站旅客提供集疏运服务。客运枢纽共有三层，地上两层，地下一层。

### 公交
城市城乡公交车停靠站位于站前广场西侧，出站口西北侧，此外，公交停靠区域均有明显指示标志，旅客出站可通过指示标志和风雨廊棚的引导前往相应停靠站候车。
| 公交车编号 | 公交路线                                            | 营运时间   | 区域     |
| ---------- | --------------------------------------------------- | ---------- | -------- |
| 7路        | 火车站-春江花园                                     | 6:40-23:30 | 地面一层 |
| 8路        | 火车站-衢州机场站                                   | 6:10-22:30 | 地面一层 |
| 27路       | 火车站-四省边际中心医院（市人民医院）               | 6:40-21:50 | 地面一层 |
| 37路       | 火车站-菁才中学                                     | 6:30-21:35 | 地面一层 |
| 66路       | 火车站-汽车东站                                     | 6:30-21:30 | 地面一层 |
| 77路       | 火车站-四省边际中心医院（市人民医院）               | 7:50-17:30 | 地面一层 |
| 102路      | 公交二公司-衢州学院（衢州站不是终点站注意乘车方向） | 5:45-21:40 | 地面一层 |
| 801路      | 华友钴业-石头坪公交枢纽中心站                       | 8:00-17:50 | 地面一层 |
| 820路      | 火车站-东港九路                                     | 7:10-20:10 | 地面一层 |
| 601路      | 衢州火车站-龙游公交总站                             | 6:30-18:00 | 二层     |
| 602路      | 衢州火车站-江山虎山公交总站                         | 6:20-18:10 | 二层     |
| 603路      | 衢州火车站-常山汽车站                               | 8:00-23:30 | 二层     |
| 604路      | 衢州火车站-开化客运中心                             | 8:00-23:30 | 二层     |

### 公共自行车
站前广场东侧与西侧均设有公共自行车服务租车点位

### 出租车
出租车下客区域位于进站大厅前，即停即走。出站口西北侧综合客运枢纽地下一层有出租车上客区域及网约车、私家车换乘地，共有740个左右车位。

## 车站周边
- 衢州万达广场
- 箬篷社区服务中心